# Rusistika
Rusistika je odborné pojmenování pro filologickou vědu zabývající se studiem ruského jazyka, ruské literatury, kulturou a také dějinami Ruské federace.

## Odborná jazykovědná definice
Rusistika je filologicky zaměřený obor zabývající se jazykem, literaturou, kulturou a dějinami rusky mluvících národů.

## Historie rusistiky
Historie rusistiky je velice úzce spjatá se samotnými dějinami Ruska. Literární památky psané, buď staroruštinou, či již modernějšími formami ruštiny, jsou známy již ze 12. století - jako tzv. byliny, což byly příběhy legendárních hrdinů, tzv. bohatýrů. Skutečný rozkvět však nastává až za vlády ruského cara Petra I. Velikého, kdy ruský jazyk dostává moderní podobu. 19. století je pak obdobím "Zlatého věku ruské literatury". Navíc s růstem územní rozlohy a moci Ruské říše, vlnám panslovanského nacionalismu během 30. a 40. let 19. století se ruština stává pro mnohé panslavisty jazykem nejmocnějšího slovanského bratra a je masivně vyučována, rozšiřována i na univerzitní půdu.

### 18.–19. století
V Českých zemích se o ruštinu zajímali především obrozenci a buditelé první fáze národního obrození (18.–19. století) jako např. František Ladislav Čelakovský, Pavel Josef Šafařík, František Palacký, Josef Dobrovský, Josef Jungmann, zpočátku také Karel Havlíček Borovský, či Jan Kollár.

### 20.–21. století
V dobách po vzniku Československa je stále Rusko chápáno jako slovanský bratr a spojenec, ale díky bolševické vládě s jistou prozíravostí. Vrchol rusistiky v Českých zemích a na Slovensku však přichází po únoru 1948 a orientací Československa na SSSR. V 90. letech 20. století, tj. po sametové revoluci, pak zájem o ruský jazyk opadá, ruština přestává býti povinně vyučovaným jazykem na školách a aprobovaní ruštináři se masivně obracejí k němčině, či angličtině, ale již po roce 2000 zažívá opět mírnou renesanci. Jedním z důvodů může býti i skutečnost, že mladší generace Čechů již není zatížena historickými událostmi.

#### Popis vývoje pohledem brněnského rusisty
Český rusista Ivo Pospíšil, působící na FF MU, uvedl o vývoji rusistiky pro Deník v roce 2012 tato následující slova:
1. V období normalizace (1968–) „byla rusistika oficiálně preferovaná a neoficiálně zase spíše ostře sledovaná. Jakékoliv práce v této oblasti byly pod silným dohledem, daleko tvrdším než u jiných oborů.“
2. Vývoj od normalizace k tzv. Sametové revoluci (1968–1989) a následný vývoj po převratu (1989–): „Rusistika byla dost diskriminovaná, protože měla tehdy předepsané kombinace pouze s historií, psychologií a pedagogikou. A ty byly pro absolventy zcela nepraktické. Podařilo se nám to změnit až po roce 1989. Ale to zase studenti o ruštinu téměř ztratili zájem a zbyla nám tu skupinka deseti patnácti lidí.“

#### Seznam českých univerzitních profesorů ruského jazyka a literatury (ve 20.–21. století)
- prof. PhDr. Josef Dohnal, CSc. (FF MU)
- prof. PhDr. Miroslav Drozda, DrSc. (FF UK)
- prof. PhDr. Helena Flídrová, CSc. (FF UP)
- prof. PhDr. Milan Hrala, DrSc. (FF UK)
- prof. PhDr. Bohuslav Ilek, CSc. (FF UP)
- prof. PhDr. Stanislav Jelínek, CSc. (PdF UK)
- prof. PhDr. Jiří Jiráček, DrSc. (FF MU)
- prof. PhDr. Vladimír Kostřica, DrSc. (FF UP)
- prof. PhDr. Danuše Kšicová, DrSc. (FF MU)
- prof. PhDr. Zdeněk Mathauser, DrSc., dr. h. c. (FF UK)
- prof. PhDr. Světla Mathauserová, DrSc. (FF UK)
- prof. PhDr. Miroslav Mikulášek, DrSc. (FF OU)
- prof. PhDr. Roman Mrázek, CSc. (FF MU)
- prof. PhDr. Bořivoj Novák (FF MU)
- prof. PhDr. Ivo Pospíšil, DrSc. (FF MU)
- prof. PhDr. Oldřich Richterek, CSc. (PdF UHK)
- prof. PhDr. Vladimír Svatoň, CSc. (FF UK)
- prof. PhDr. Miroslav Zahrádka, DrSc. (FF UP)
- prof. PhDr. Stanislav Žaža, CSc. (FF MU)